# Brachymyrmex flavidulus
Brachymyrmex flavidulus är en myrart som först beskrevs av Julius Roger 1863.  Brachymyrmex flavidulus ingår i släktet Brachymyrmex och familjen myror. Inga underarter finns listade.